# カントリーズ
カントリーズは、日本のお笑いコンビ。マセキ芸能社および漫才協会・落語芸術協会所属。出囃子は『カントリー・ロード/本名陽子』。

## メンバー
えざお（1982年12月18日 - 2023年9月21日（40歳没））
ツッコミ担当。旧芸名および本名：江澤 伸行（えざわ のぶゆき）。
東京都江戸川区出身で、堀越高等学校と日本大学文理学部心理学科卒業。身長164cm、体重105 kg。BWHはそれぞれ121・117・112、足の大きさ26 cm。血液型はB型。
訪問介護員、中型自動車・大型自動二輪車・普通自動二輪車の運転免許を所持している。
野球観戦（プロ・大学・高校・中学野球）、プロレス観戦（新日本プロレス・大日本プロレス）、アメリカンフットボール観戦、NFL (DAZN) 観戦、相撲観戦、映画鑑賞、劇団四季観劇、トレーニングジム、ディズニーリゾートで隠れミッキー探し、クレヨンしんちゃん、ミニオンズ、スタンドアップパドルボード、ソロキャンプ、ファスティングなどを趣味に挙げる。
低糖質ダイエット、コンビニやコストコの低糖質食品選び、腹筋ローラー、アメリカンフットボールなどを特技とする。
かつてピン芸人として活動し、2009年に漫才協会へ入会して2010年3月に福田とコンビを結成する。
重度の椎間板ヘルニアを患い、2018年から2019年にかけて約1年間休業しておりその間の福田はピンで活動した。
2023年9月21日、40歳で死去したことを9月23日にマセキ芸能社と漫才協会が公表した。9月20日に都内で開催予定だったライブ「カントリーズライブVol.16　秋の夜長カントリーズ」は、えざおの体調不良を理由に中止していた。生前最後のSNS更新は9月19日で、寄席（落語芸術協会）出演は8月20日の池袋演芸場となった。
2024年1月19日、マセキ芸能社主催で追悼ライブ「カントリーズえざお追悼ライブ『み～んながえざおだ!』」が内幸町ホールで開催された。公演の利益は全額えざおの遺族に渡された。
2024年4月、東京都墨田区の天空陵苑に納骨された。遺族や事務所の了解を得た上で場所が福田により公表されている。

福田 純一（ふくだ じゅんいち、1982年5月26日（42歳） - ）
ボケ担当。
栃木県鹿沼市出身。身長156 cm、体重52 kg。BWHはそれぞれ85・80・88、足の大きさ25 cm。血液型はA型。
中型自動車と普通自動二輪車の運転免許を所持する。
趣味はサッカー観戦、音楽鑑賞、犬猫好き、宇宙好き。特技はレゲエ、階段を誰よりも早く降りられる、人の欠点を見分けられる、おさめ芸。
2010年に漫才協会へ入会する。
2024年5月、新たな相方として元バジトウフー（同年4月解散）の山口友也とコンビを結成し、「米ェズ（コメェズ）」として活動する旨を発表。

## 来歴
2012年に漫才協会のコンテスト「第11回 漫才新人大賞」で大賞を受賞する。
2018年に落語芸術協会へ入会し、定席興行に出演する。
2023年9月、えざお死去。
2025年2月、福田純一がマセキ芸能社退所予定。

## 芸風
主に漫才で、基本的に福田がえざおをあらゆる角度からイジり倒すものが多い。2人ともネタ中のハプニングに対応するアドリブ能力が強い。

## 賞レース成績

### M-1
| 年度（回） | 結果      | エントリー No. | 会場                        | 日程     |
| ---------- | --------- | -------------- | --------------------------- | -------- |
| 2015年     | 2回戦進出 | 844            | 雷5656会館ときわホール      | 10月15日 |
| 2016年     | 1回戦敗退 | 105            | 新宿シアターモリエール      | 8月6日   |
| 2017年     | 1回戦敗退 | 103            | ハーモニックボール          | 8月23日  |
| 2018年     | 参加辞退  | 85             |                             |          |
| 2019年     | 3回戦進出 | 207            | ルミネtheよしもと           | 11月11日 |
| 2020年     | 1回戦敗退 | 284            | シダックスカルチャーホールA | 8月20日  |
| 2021年     | 3回戦進出 | 632            | よしもと有楽町シアター      | 11月2日  |
| 2022年     | 2回戦進出 | 1505           | 雷5656会館ときわホール      | 10月12日 |

### その他
- 2012年 平成24年度漫才新人大賞 優勝[16][17][6][7]
- 2016年 お笑いハーベスト大賞2016 本戦進出[18]
- 2017年 マイナビ Laughter Night 5月月間チャンピオン[19]

## 出演

### テレビ
- マラソンシーズン1（tvk、2007年4月～6月）えざおのみ[20]

フリーターチームとして
- ネタキング (TOKYO MX)
- 情報満喫バラエティ 週末にしたい10のこと!（日本テレビ）
- 東京都さまぁ〜ZOO (TOKYO MX)
- さまぁ〜ずの芸人100人が答えました（TBSテレビ）
- ナイツのHIT商品会議室（チバテレビ）[21]
- お笑い名人寄席 (TOKYO MX)
- PON!（日本テレビ）
- ウチのガヤがすみません!（日本テレビ）えざおのみ[4][22]
- 芸能人ハローワーク ウチの後輩、大丈夫ですか?（テレビ朝日）[23]
- ワイドナショー（フジテレビジョン系、2023年10月1日）えざおのみ [24]

「徒歩0分グルメ」のコーナーに出演

### ラジオ
- Laughter Night（TBSラジオ）
- サンドウィッチマンの天使のつくり笑い（NHKラジオ第1放送）
- 熱いぜ!しゃべくり一直線（NHKラジオ第1放送）[25]

### ウェブメディア
- Spark特別編 マセキ芸能社VS人力舎 (NOTTV)[26]

### 映画
- 漫才協会 THE MOVIE 舞台の上の懲りない面々（2024年3月1日、KADOKAWA/ミックスゾーン/中京テレビ放送/ミラクルヴォイス[27]）福田のみ